# Masospondyle
Masospondyle (Massospondylidae) – rodzina dinozaurów z infrarzędu prozauropodów. 

## Wielkość
- Długość: 3–7 m.

## Występowanie
- Czas: od późnego triasu do wczesnej jury około 185-220 mln lat temu;
- Miejsce: Ameryka Południowa (Argentyna), Ameryka Północna (USA), Afryka (Południowa Afryka, Zimbabwe), Antarktyda, Azja (Chiny).

## Rodzaje
- ?glacjalizaur
- dzingszanozaur
- junnanozaur
- koloradizaur
- lufengozaur
- masospondyl

## Galeria

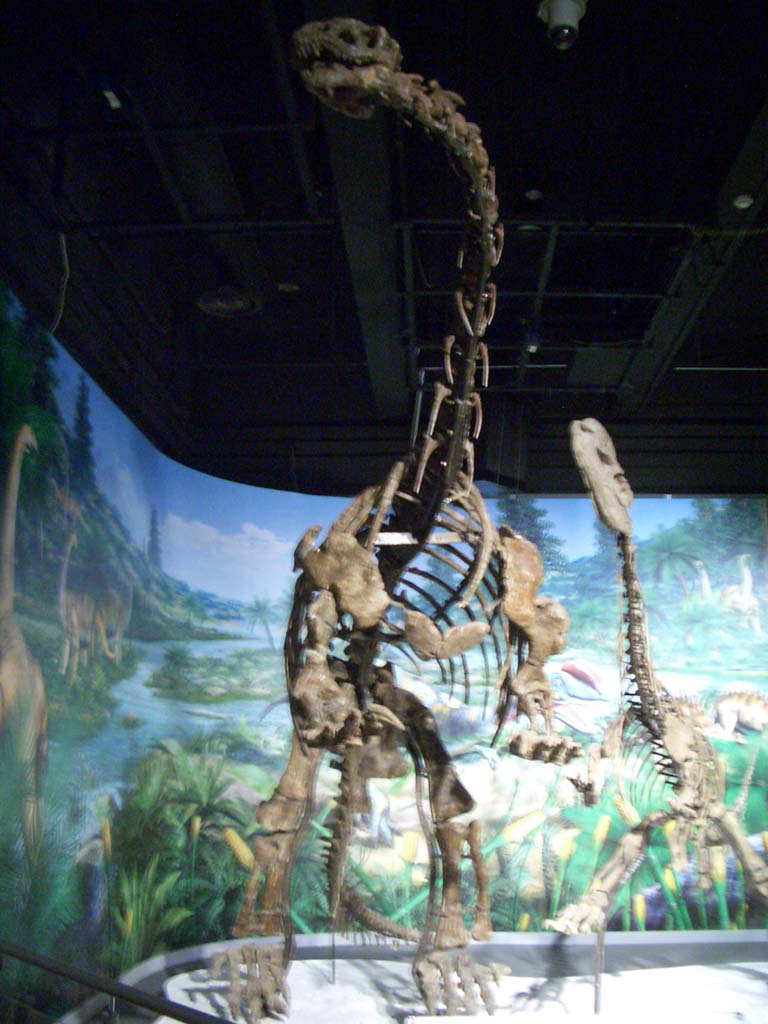
Szkielet dzingszanozaura
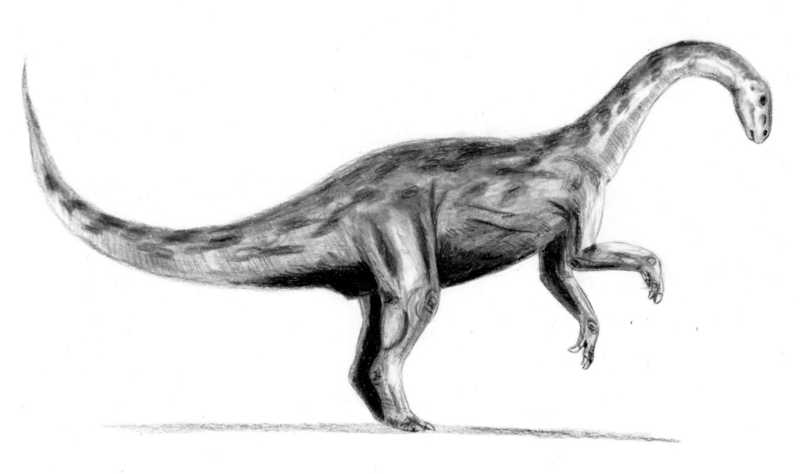
Junnanozaur
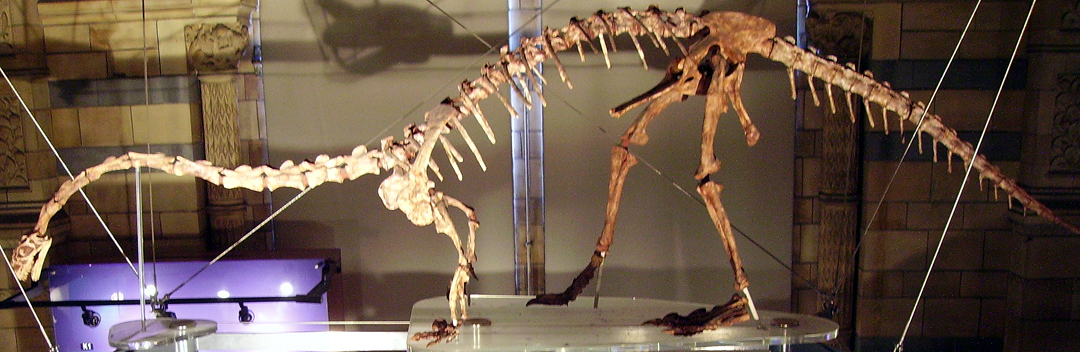
Szkielet masospondyla